# Etheostoma swannanoa
Etheostoma swannanoa är en fiskart som beskrevs av Jordan och Evermann, 1889. Etheostoma swannanoa ingår i släktet Etheostoma och familjen abborrfiskar. Inga underarter finns listade i Catalogue of Life.